# الطريق الأوروبي E78
الطريق الأوروبي E78 هو طريق من شبكة الطرق الأوروبية الدولية. يبدأ في غروسيتو بإيطاليا وينتهي في فانو بإيطاليا. يربط سواحل البحر التيراني والبحر الأدرياتيكي.